# Joël Dicker
Joël Dicker (Genf, 1985. június 16. –) svájci francia nyelvű író. 2012-ben vált ismertté a La Vérité sur l'Affaire Harry Quebert (Az igazság a Harry Quebert-ügyben) regényének köszönhetően, amelyet több irodalmi díjjal jutalmaztak meg.

## Élete és pályája

### Származása
Apai ágon Joël Dicker dédapja a zsidó származású Jacques Dicker volt. Mivel veszélyben volt forradalmi tevékenysége miatt az Orosz Birodalomban, Svájcba vándorolt ki, ahol politikus lett, egy ideig a Szocialista Párt elnöke. Anyai ágon ükapja zsidó nagypolgár volt, aki nemesi címet kapott Oroszországban. Joël Dicker anyai nagyszülei 1917-ben elmenekültek a bolsevik forradalom miatt Franciaországba, majd 1942-ben a német megszállás miatt Svájcba.
Az író apja franciatanár volt, anyja pedig könyvkereskedő.

### Tanulmányai
Dickernek boldog gyermekkora volt Genf falura hasonlító Toinex negyedében. Tízéves korában egy pajtásával együtt gyerekfolyóiratot indított La Gazette des Animaux (Állatok újsága) névvel, amelyet hét éven án vezetett. Ezért megkapta a természetvédőknek járó Cunéo-díjat, és a Tribune de Genève napilap Svájc legfiatalabb főszerkesztőjévé jelölte ki.
A gimnáziumnak megfelelő genfi Collège et école de culture générale Madame de Staël nevű iskolát végezte el, majd egy évig a párizsi Cours Florent színiiskolába járt. Tanulmányait a Genfi Egyetemen folytatta, ahol jogászi diplomát szerzett 2010-ben.
Az egyetem után, mielőtt csak írással foglalkozhatott, a Szövetségi Gyűlés egyik képviselőjének az asszisztenseként dolgozott.

### Írói pályája
Gyerekkorában olykor arról álmodozott, hogy zenész lesz, máskor, hogy labdarúgó stb. Szenvedélyes olvasó csak kamaszkorában lett, és akkor gondolt arra, hogy író legyen.
Első irodalmi próbálkozása a Le Tigre (A tigris) című novella volt. Kéziratával elnyerte a Fiatal írók nemzetközi díját, és 2005-ben a novella egy kötetben több más novellával együtt megjelent a L'Hèbe kisebb svájci kiadónál. Ez után négy regényt írt, amelyeket egyetlen kiadó sem fogadott el.
2010-ben egy újabb regényének, a Les derniers jours de nos pères (Apáink utolsó napjai) kéziratát a Genfi írók díjával jutalmazták, és közösen adta ki a svájci L’Âge d'Homme kiadó és a párizsi Éditions de Fallois. Ennek akkor nem volt sikere.
Az író következő regényének, a La Vérité sur l'affaire Harry Quibertnek (Az igazság a Harry Quebert-ügyben) már nagy sikere volt. Több díjat kapott, közöttük volt egyike a legtekintélyesebbeknek, A Francia Akadémia regénynek járó nagydíja, és több mint egy millió példányban adták el. Nemzetközi bestseller lett, főleg miután megjelent angolul 2014-ben.
Bernard de Fallois halála után Dicker elhagyta ennek kiadóját, amely azután csődbe is ment, és 2021-ben elindította sajátját, a Rosie & Wolfe kiadót. Más területen is elkezdett tevékenykedni, ugyanis egy barátjával együtt megvett egy híres, 1875-ben alapított genfi csokoládéüzletet.

### Magánélete
Joël Dicker nős, felesége egy görög származású kanadai pszichológus, és egy gyereke van.
Gyerekkora óta rajong a zenéért. 2016-ban egy volt egyetemi tanárjával megalakították a latin rockot játszó Latinwood együttest, amelyben Dicker dobos.
Testi formájának karbantartása érdekében több sportot is űz.

## Művei
Joël Dicker egy novella, a 2005-ben megjelent Le Tigre (A tigris), és több regény szerzője.
A 2010-ben kiadott Les derniers jours de nos pères (Apáink utolsó napjai) cselekménye Franciaországban történik a német megszállással szembeszegülő ellenállás körében.
Az író későbbi regényei thriller jellegű krimik:
- 2012 – La Vérité sur l'affaire Harry Quebert (Az igazság a Harry Quebert-ügyben);
- 2016 – Le Livre des Baltimore (A Baltimore fiúk);
- 2018 – La Disparition de Stephanie Mailer (Stephanie Mailer eltűnése);
- 2020 – L'Énigme de la chambre 622 (A 622-es szoba relytéje);
- 2022 – L’Affaire Alaska Sanders (Az Alaska Sanders-ügy);
- 2024 – Un animal sauvage (Vadállat).

Ezek közül három regény, La Vérité sur l'Affaire Harry Quebert, Le Livre des Baltimore és L’Affaire Alaska Sanders sorozatot képez. Közös bennük a főszereplő, Marcus Goldman fiatal író, és az, hogy cselekményük helye, valamint mindegyik szereplője amerikai.
La Disparition de Stephanie Mailer nem része ennek a sorozatnak, de ennek a cselekménye is amerikai közegben zajlik.
A többi két regény, a L'Énigme de la chambre 622 és az Un animal sauvage színhelye Svájc.
2018-ban tízrészes tévésorozat készült Az igazság a Harry Quebert-ügyben nyomán Jean-Jacques Annaud rendezésében.

### Fordítások
Több-kevesebb Dicker-regényt összesen kb. negyven nyelvre fordítottak le. Magyarul megjelent kettő:
- Az igazság a Harry Quebert-ügyben. Budapest: Göncöl, 2014, ISBN 9789639183841; fordította Boros Krisztina;[19]
- A Baltimore fiúk. Budapest: Libri, 2017, ISBN 9789634330561; fordította Pacskovszky Zsolt.[20]

## Elismerései
- 2010 – A genfi írók díja a Les Derniers Jours de nos Pèresnek;[21]
- 2012 – A szárazföldi hadsereg irodalmi Erwan Bergot-díja(wd) a Les Derniers jours de nos pèresnek;
- 2012 – a La Vérité sur l’affaire Harry Quebertnek ítélt díjak:
  - A Francia Akadémia regénynek járó nagydíja;
  - A gimnazisták Goncourt-díja(wd);
  - Bleustein-Blanchet hivatás-díj;
- 2019 – a La Vérité sur l'affaire Harry Quebert a 34. helyen a Le Monde olvasói által kedvelt 101 regény között.